# Национальный олимпийский комитет Намибии
Национальный олимпийский комитет Намибии (англ. Namibian National Olympic Committee) — организация, представляющая Намибию в международном олимпийском движении. Основан в 1990 году, зарегистрирован в МОК в 1991 году.
Штаб-квартира расположена в Виндхуке. Является членом Международного олимпийского комитета, Ассоциации национальных олимпийских комитетов Африки и других международных спортивных организаций. Осуществляет деятельность по развитию спорта в Намибии.